# Igreja Ortodoxa Sérvia
A Igreja Ortodoxa Sérvia (em sérvio:  Српска православна црква / Srpska pravoslavna crkva) ou Patriarcado Sérvio (em sérvio:  Српска Патријаршија) é uma Igreja Ortodoxa autocéfala canônica sediada na Sérvia, mas com jurisdição sobre toda a antiga Iugoslávia. O Primaz da Igreja recebe o título de "'Arcebispo de Peć, Metropolita de Belgrado-Karlovci e Patriarca da Sérvia", com residência em Belgrado.
A maioria da população da Sérvia, Montenegro e da entidade Republika Srpska da Bósnia e Herzegovina são membros da Igreja Ortodoxa Sérvia. Está organizado em metrópoles e eparquias localizadas principalmente na Sérvia, Bósnia e Herzegovina, Montenegro e Croácia. Outras congregações estão localizadas na diáspora sérvia.
A Igreja Ortodoxa Sérvia é autocéfala, ou eclesiasticamente independente, membro da Comunhão Ortodoxa. O Patriarca sérvio é o primeiro entre iguais em sua Igreja. Seu atual Primaz é o Patriarca Porfírio, eleito em 18 de fevereiro de 2021 como sucessor de Irineu, entronizado em 19 de Fevereiro de 2021. A Igreja alcançou o status de autocéfala em 1219 sob a liderança de São Sava, tornando-se o Arcebispado independente de Žiča. Seu status foi elevado ao de patriarcado em 1346 e ficou conhecido depois como o Patriarcado Sérvio de Peć.
Este patriarcado foi abolido pelos turcos otomanos em 1766,[carece de fontes?] embora a Igreja sérvia continuasse a existir com seus exarcas em territórios povoados por sérvios no Império Otomano, a Monarquia dos Habsburgos, a República de Veneza e o Primeiro Império Francês. A Igreja Ortodoxa Sérvia moderna foi restabelecida em 1920 após a unificação[carece de fontes?] do Patriarcado de Karlovci, a Metrópole de Belgrado e a Metrópole de Montenegro.

## História

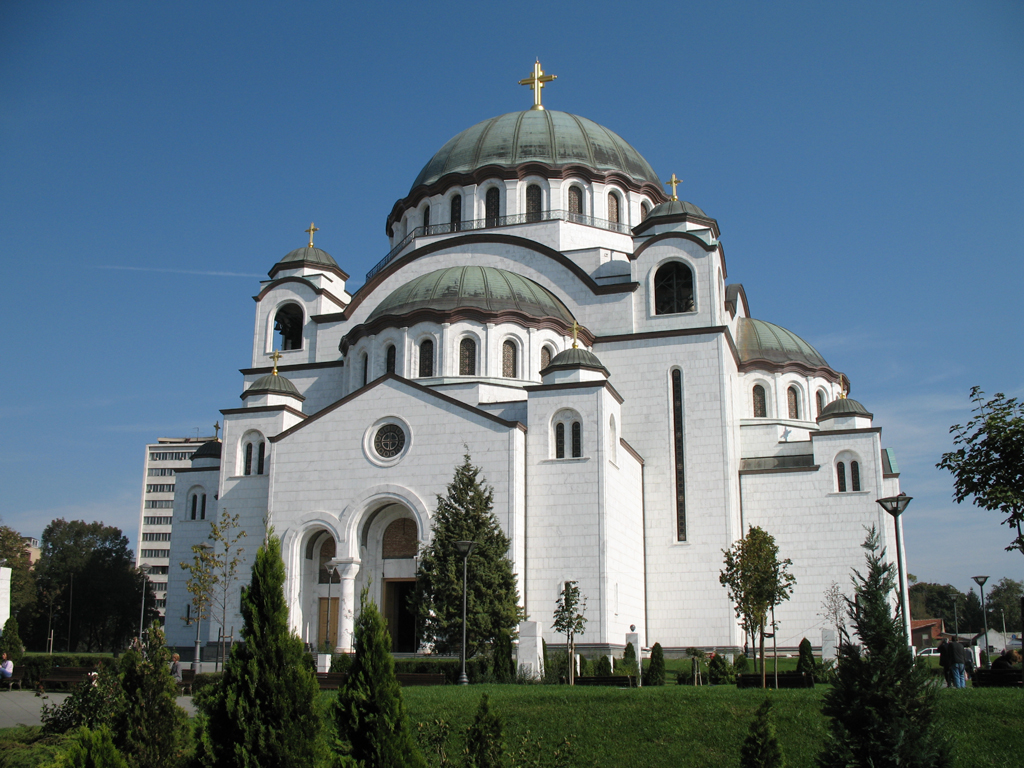
Catedral de São Sava, Belgrado, Sérvia.

### Contexto histórico

#### Cristianismo antigo
O cristianismo se espalhou para os Bálcãs a partir do século I. Floro e Lauro são venerados como mártires cristãos do século II; eles foram assassinados junto com 300 cristãos em Lipljan. Constantino, o Grande (306–337), nascido em Niš, foi o primeiro imperador romano cristão. Vários bispos assentados na atual Sérvia participaram do Primeiro Concílio de Nicéia (325), como Ursácio de Singiduno. Em 380, o Imperador Romano Oriental Teodósio I decretou que seus súditos seriam cristãos de acordo como Concílio de Nicéia. O grego era usado na Igreja Bizantina, enquanto a Igreja Romana usava o latim.
Com a divisão definitiva em 395, a linha na Europa corria ao longo do rio Drina. Entre a antiga herança cristã está o Arquiepiscopado de Justiniana Prima, estabelecido em 535, que tinha jurisdição sobre toda a atual Sérvia. No entanto, o Arcebispado não durou, pois os eslavos e ávaros destruíram a região em algum momento depois de 602, quando foi mencionado pela última vez. Em 731, Leão III anexou e concedeu a Ilírica e o sul da Itália (Sicília e Calábria) ao Patriarca Anastácio de Constantinopla, transferindo da autoridade papal para a Igreja Oriental.

#### Cristianização dos sérvios
A história do antigo do Principado sérvio medieval está registrada na obra De Administrando Imperio (DAI), compilada pelo imperador bizantino Constantino VII Porfirogênito (r. 913–959). O DAI obteve informações sobre os sérvios de, entre outras, uma fonte sérvia. Os sérvios teriam recebido a proteção do imperador Heráclio (r. 610-641), e Porfirogênito enfatizou que os sérvios sempre estiveram sob o domínio imperial. De acordo com o DAI, o centro de onde os sérvios receberam seu batismo foi marcado como Roma. Seu relato sobre a primeira cristianização dos sérvios pode ser datado de 632-638.
O estabelecimento do cristianismo como religião oficial data da época do Príncipe Mutímero (r. 851–891) e do imperador bizantino Basílio I (r. 867–886). A cristianização foi em parte devido à influência bizantina e subsequente búlgara. Pelo menos durante o governo de Gozilo (861-874) na Panônia, as comunicações entre a Sérvia e a Grande Morávia, onde Metódio estava ativo, devem ter sido possíveis. O papa deve ter percebido isso ao planejar a diocese de Metódio e a da costa da Dalmácia, que ficava em mãos bizantinas, no extremo norte de Split. Alguns alunos cirilometodianos podem ter chegado à Sérvia na década de 870, talvez enviados pelo próprio Metódio. A Sérvia foi considerada cristã por volta de 870.
O primeiro bispado sérvio foi fundado em Ras, perto da moderna Novi Pazar, no rio Ibar. Segundo Vlasto, a afiliação inicial é incerta; ele pode ter estado sob a subordinação de Split ou Durazzo, ambos então bizantinos. A igreja de Ras antiga pode ser datada do século IX a X. O bispado foi estabelecido logo após 871, durante o governo de Mutímero, e fazia parte do plano geral de estabelecer bispados nas terras eslavas do império, confirmado pelo Concílio de Constantinopla de 879-880. Os nomes dos governantes sérvios por meio de Mutímero (r. 851–891) são nomes ditemáticos eslavos, de acordo com a tradição eslava antiga.

Com a cristianização no século IX, nomes de batismo aparecem. As próximas gerações da realeza sérvia tinham nomes cristãos (Petar, Stefan, Pavle, Zaharije, etc.), provenientes de fortes missões bizantinas na década de 870. Petar Gojniković (r. 892–917) era evidentemente um príncipe cristão, e o cristianismo provavelmente estava se espalhando em sua época. Como a Sérvia fazia fronteira com a Bulgária, influências cristãs e talvez missionários vieram de lá, aumentando durante os vinte anos de paz. A anexação búlgara da Sérvia em 924 foi importante para a direção futura da igreja sérvia. A essa altura, o mais tardar, a Sérvia deve ter aceitado o alfabeto cirílico e o texto religioso eslavo, já conhecidos, mas talvez ainda não preferidos ao grego.

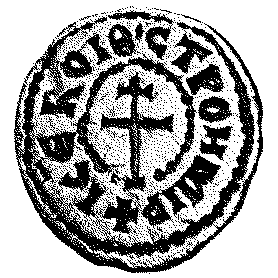
Selo do príncipe Estrímero da Sérvia, do final do século IX - o artefato mais antigo da cristianização dos sérvios

#### Arcebispado de Ocrida

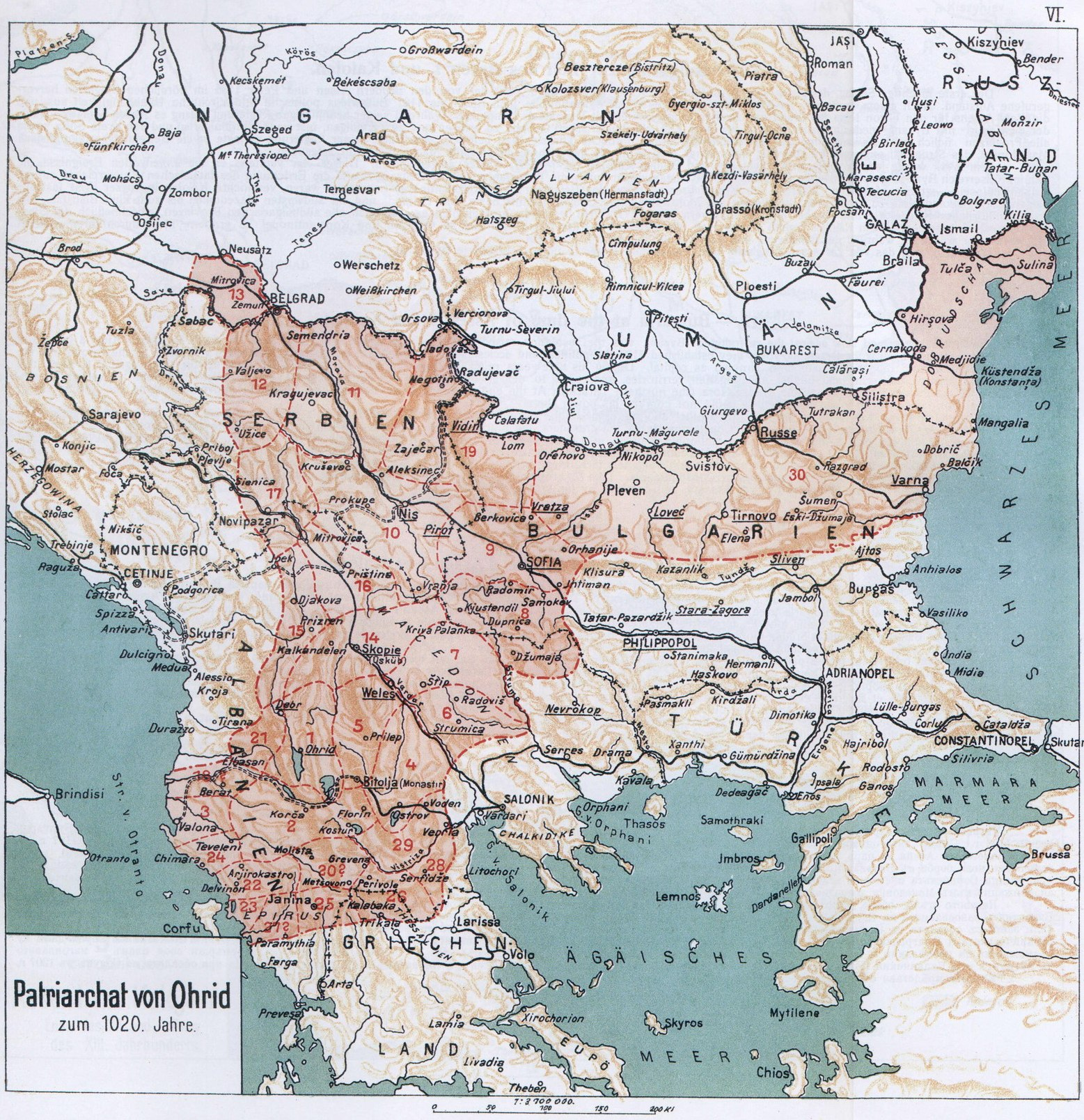
Mapa representando o Arcebispado de Ocrida. Cerca de 1020

Após a conquista bizantina da Bulgária em 1018, o imperador Basílio II ordenou que um arcebispado búlgaro autônomo de Ocrida fosse estabelecido em 1019, rebaixando o patriarcado búlgaro autocéfalo por causa de sua subjugação a Constantinopla, e colocando-o sob a jurisdição eclesiástica suprema do Patriarcado de Constantinopla. Gradualmente, o grego substituiu o antigo eslavo eclesiástico como língua litúrgica. A Sérvia foi administrada eclesiasticamente em vários bispados: o bispado de Ras, mencionado na primeira carta de Basílio II (976–1025), tornou-se parte do arcebispado de Ocrida e abrangia as áreas centrais da Sérvia, pelos rios Ráscia, Ibar e Lim. Nos crisobulos de Basílio II, datados de 1020, o bispado de Ras é mencionado como servindo a toda a Sérvia, com sede na Igreja dos Santos Apóstolos Pedro e Paulo, Ras. Entre os primeiros bispos estavam Leôncio (1123–1126), Cirilo (1141–1143), Eutêmio (1170) e Kalinik (1196). 
O Livro do Evangelho Codex Marianus do século X ou XI, escrito em antigo eslavo eclesiástico na escrita glagolítica, é um dos mais antigos manuscritos eslavos conhecidos. Foi parcialmente escrito na redação sérvia de antigo eslavo eclesiástico. Outros manuscritos antigos incluem Grškovićev odlomak Apostola e Mihanovićev odlomak do século XI.

### História

#### Arcebispado autocéfalo (1219–1346)

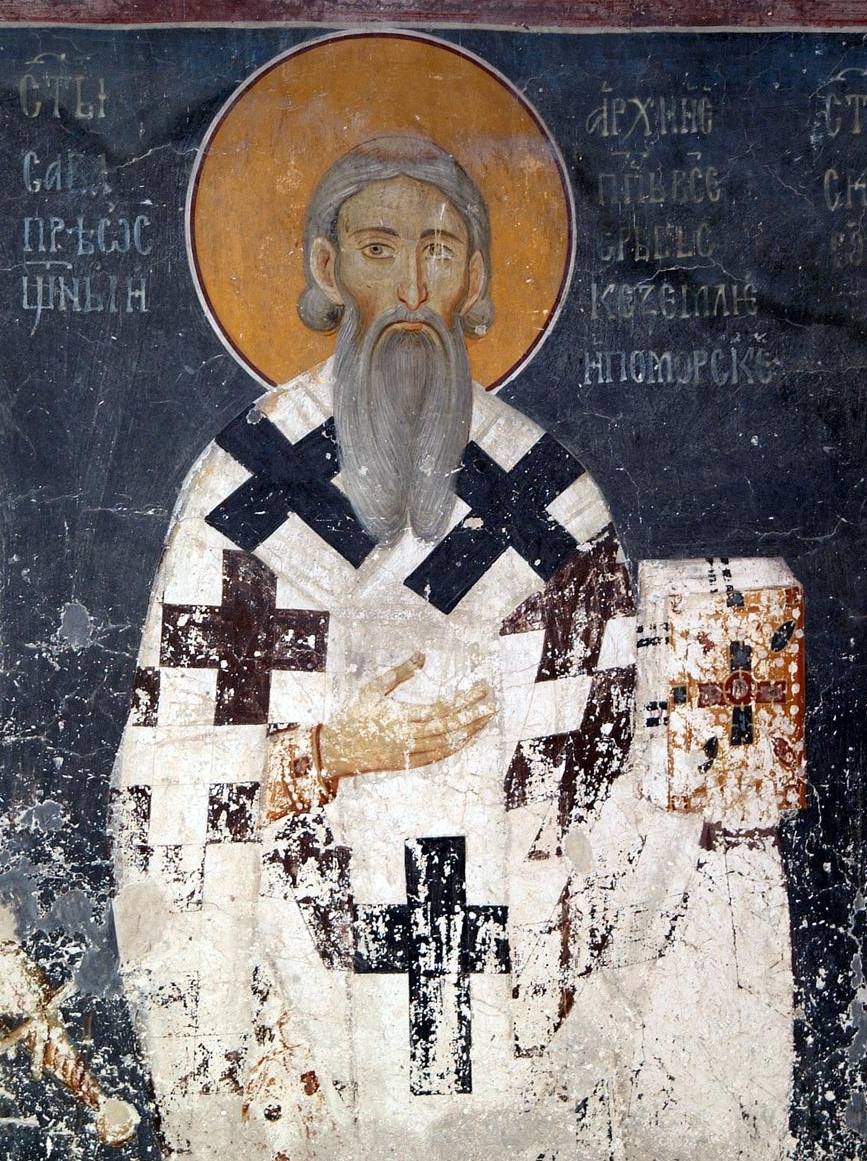
São Sava, primeiro arcebispo sérvio

O príncipe sérvio Rastko Nemanjić, filho de Stefan Nemanja, fez os votos monásticos no Monte Atos como Sava (Sabbas) em 1192. Três anos depois, seu pai se juntou a ele, fazendo os votos monásticos como Simeão. Pai e filho pediram à Santa Comunidade que fundasse um centro religioso sérvio no local abandonado de Hilandar, que foi reformado. Isso marcou o início de um renascimento (nas artes, literatura e religião). O pai de Sava morreu em Hilandar em 1199 e foi canonizado como São Simeão. Sava permaneceu por alguns anos, subindo na classificação, então retornou à Sérvia em 1207, levando consigo os restos mortais de seu pai, que enterrou no mosteiro de Studenica, após reconciliar seus dois irmãos em conflito Estevão Nemanjić e Vukan. Estevão pediu-lhe que permanecesse na Sérvia com seus clérigos, o que ele fez, proporcionando amplo cuidado pastoral e educação ao povo. Sava fundou várias igrejas e mosteiros, entre eles o mosteiro de Žiča. Em 1217, Estevão foi proclamado Rei da Sérvia, e várias questões sobre a reorganização da igreja foram abertas.
Sava retornou à Montanha Sagrada em 1217/18, preparando-se para a formação de uma Igreja Sérvia autocéfala. Ele foi consagrado em 1219 como o primeiro arcebispo da Igreja Sérvia, e foi dada a autocefalia pelo Patriarca Manuel I de Constantinopla, então exilado em Nicéia. No mesmo ano, Sava publicou Zakonopravilo (Nomocanon de São Sava). Assim, os sérvios adquiriram ambas as formas de independência: política e religiosa. Depois disso, na Sérvia, Sava permaneceu em Studenica e continuou a educar o povo sérvio em sua fé. Mais tarde, ele convocou um conselho banindo os bogomilos, que considerava hereges. Sava nomeou vários bispos, enviando-os pela Sérvia para organizar suas dioceses. Para manter sua posição como líder religioso e social, ele continuou a viajar entre os mosteiros e terras para educar o povo. Em 1221, um sínodo foi realizado no mosteiro de Žiča, condenando o bogomilismo.

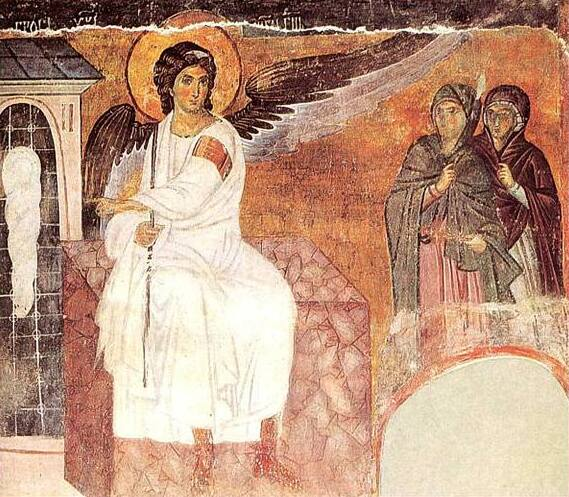
O afresco do Anjo Branco, do Mosteiro de Mileševa

Na época de São Sava foram criados os seguintes lugares:
- Žiča, a residência do Arcebispo no Mosteiro de Žiča;
- Eparquia de Zeta (Zetska), sentada no Mosteiro do Santo Arcanjo Miguel em Prevlaka, perto de Kotor, na região de Zeta;
- Eparquia de Hum (Humska), sentada no Mosteiro da Santa Mãe de Deus em Ston, na região de Hum;
- Eparquia de Dabar (Dabarska), assentada no Mosteiro de São Nicolau na região de Dabar;
- Eparquia de Moravica (Moravička), assentada no Mosteiro de St. Achillius na região de Moravica;
- Eparquia de Budimlja (Budimljanska), assentada no Mosteiro de São Jorge na região de Budimlja;
- Eparquia de Toplica (Toplička), assentada no Mosteiro de São Nicolau na região de Toplica;
- Eparquia de Hvosno (Hvostanska), sentada no Mosteiro da Santa Mãe de Deus na região de Hvosno (norte de Metohija).

As eparquias mais antigas sob a jurisdição do arcebispo sérvio eram:
- Eparquia de Ras (Raška), na Igreja dos Santos Apóstolos Pedro e Paulo perto de Ras na região de Raška;
- Eparquia de Lipljan (Lipljanska), com sede em Lipljan na região de Kosovo;[24]
- Eparquia de Prizren (Prizrenska), assentada em Prizren, no sul da região de Metohija.

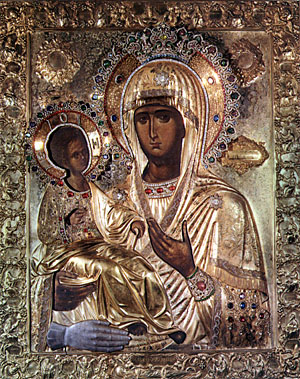
Trojeručica, que significa "Theotokos de três mãos", é o ícone mais importante da Igreja Ortodoxa Sérvia e o principal ícone do Monte Athos.

Em 1229/1233, São Sava fez uma peregrinação à Palestina e em Jerusalém encontrou-se com o Patriarca Atanásio II. Sava viu Belém, o rio Jordão, e a Grande Lavra de São Savas, o Santificado (mosteiro de Mar Saba). Sava perguntou a Atanásio II, seu anfitrião, e à fraternidade Grande Lavra, liderada pelo hegúmeno Nicolas, se ele poderia comprar dois mosteiros na Terra Santa. Seu pedido foi aceito e ele foi oferecido os mosteiros de São João, o Teólogo no Monte Sião e o Mosteiro de São Jorge em Akona, ambos para serem habitados por monges sérvios. O ícone Trojerucica (Theotokos de três mãos), um presente de São João Damasceno para a Grande Lavra, foi dado a Sava e ele, por sua vez, o legou a Hilandar.
Sava morreu em Veliko Tarnovo, capital do Segundo Império Búlgaro, durante o reinado de Ivan Asen II da Bulgária. De acordo com sua biografia, ele adoeceu após a Divina Liturgia na Festa da Epifania, 12 de janeiro de 1235. Sava estava visitando Veliko Tarnovo no caminho de volta da Terra Santa, onde fundou um hospício para peregrinos sírios em Jerusalém e providenciou para os monges sérvios serem recebidos nos mosteiros estabelecidos lá. Ele morreu de pneumonia na noite entre sábado e domingo, 14 de janeiro de 1235, e foi sepultado na Catedral dos Santos Quarenta Mártires em Veliko Tarnovo, onde seu corpo permaneceu até 6 de maio de 1237, quando seus ossos sagrados foram transferidos para o mosteiro de Mileševa no sul da Sérvia.
Em 1253, a sé foi transferida para o Mosteiro de Peć pelo arcebispo Arsenije. Os primatas sérvios desde então se moveram entre os dois. Em algum momento entre 1276 e 1292, os cumanos queimaram o mosteiro de Žiča, e o rei Estêvão Milutino (1282–1321) o renovou em 1292–1309, durante o cargo de Ievstatío II. Em 1289-1290, os principais tesouros do mosteiro em ruínas, incluindo os restos mortais de São Ievstatío I, foram transferidos para Peć. Durante o governo do mesmo rei, o Mosteiro de Gračanica também foi renovado, e durante o reinado do rei Estêvão Uresis III (1321–1331), o Mosteiro de Dečani foi construído, sob a supervisão do Arcebispo Danilo II.

#### Patriarcado medieval (1346–1463)
O status da Igreja Ortodoxa Sérvia cresceu junto com a expansão e aumento do prestígio do reino sérvio. Depois que o rei Estêvão Uresis IV assumiu o título imperial de czar, o arcebispado sérvio foi elevado à categoria de patriarcado em 1346. No século seguinte, a Igreja sérvia alcançou seu maior poder e prestígio. No século XIV, o clero ortodoxo sérvio tinha o título de Protos no monte Atos.
Em 16 de abril de 1346 (Páscoa), Estêvão Uresis IV convocou uma grande assembleia em Escópia, com a presença do arcebispo sérvio Joanikije II, o arcebispo Nicolau I de Ocrida, o patriarca Simeão da Bulgária e vários líderes religiosos do monte Atos. A assembleia e o clero concordaram, e então realizaram cerimonialmente a elevação do arcebispado sérvio autocéfalo ao status de Patriarcado. O arcebispo passou a ser intitulado Patriarca da Sérvia, embora alguns documentos o chamem de Patriarca dos Sérvios e Gregos, com sede no Mosteiro Patriarcal de Peć. O novo Patriarca Joanikije II agora coroou solenemente Estêvão Uresis IV como "Imperador e autocrata dos Sérvios e Romanos". O status de Patriarcado resultou na elevação dos bispados à metrópoles, como por exemplo a Metrópole de Escópia. O Patriarcado assumiu a soberania no monte Atos e nos arcebispados gregos sob a jurisdição do Patriarcado de Constantinopla (o Arcebispado de Ocrida permaneceu autocéfalo), o que resultou na excomunhão de Estêvão pelo Patriarca Calisto I de Constantinopla em 1350.

#### Patriarcado renovado (1557–1766)

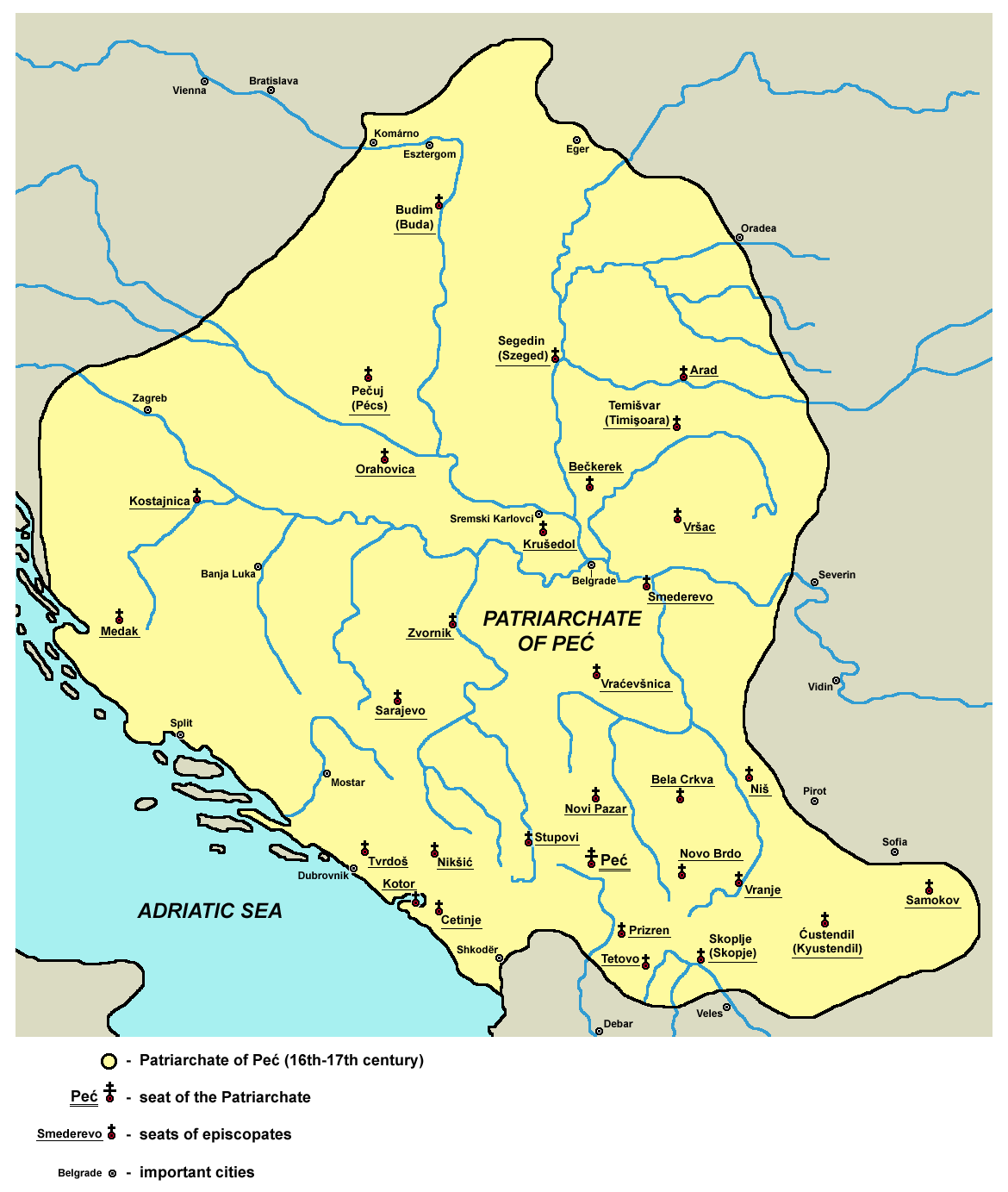
Patriarcado de Peć (século XVI–XVII)

O Império Otomano finalmente conquistou o Despotado Sérvio em 1459, o Reino da Bósnia em 1463, a Herzegovina em 1482 e o Montenegro em 1499. Todas as terras conquistadas foram divididas em sanjacos. Embora alguns sérvios tenham se convertido ao islamismo, a maioria continuou sua adesão à Igreja Ortodoxa Sérvia. A própria igreja continuou a existir durante o período otomano, embora não sem algumas interrupções. Após a morte do Patriarca sérvio Arsenije II em 1463, um sucessor não foi eleito. O Patriarcado foi assim abolido de fato, e a Igreja Sérvia passou sob a jurisdição do Arcebispado de Ocrida e o Patriarcado Ecumênico que exerceu jurisdição sobre todos os ortodoxos do Império Otomano sob o sistema de millet.
Após várias tentativas fracassadas, feitas a partir de c. De 1530 a 1541 pelo metropolita Paulo de Smederevo para recuperar a autocefalia ao tomar o trono de Peć e proclamar-se não apenas Arcebispo de Peć, mas também Patriarca da Sérvia, o Patriarcado da Sérvia foi finalmente restaurado em 1557 sob o Sultão Suleiman I, graças à mediação do paxá Mehmed Sokolović, sérvio de nascimento. Seu primo, um dos bispos sérvios ortodoxos Macarío Sokolović, foi eleito patriarca de Peć. A restauração do Patriarcado foi de grande importância para os sérvios porque ajudou na unificação espiritual de todos os sérvios no Império Otomano. O Patriarcado de Peć também incluiu algumas dioceses no oeste da Bulgária. No tempo do Patriarca sérvio Jovan Kantul (1592–1614), os turcos otomanos levaram os restos mortais de São Sava do mosteiro de Mileševa para a colina Vračar em Belgrado, onde foram queimados por Sinã Paxá em uma estaca para intimidar o povo sérvio em caso de revoltas. O Templo de São Sava foi construído no local onde seus restos mortais foram queimados.

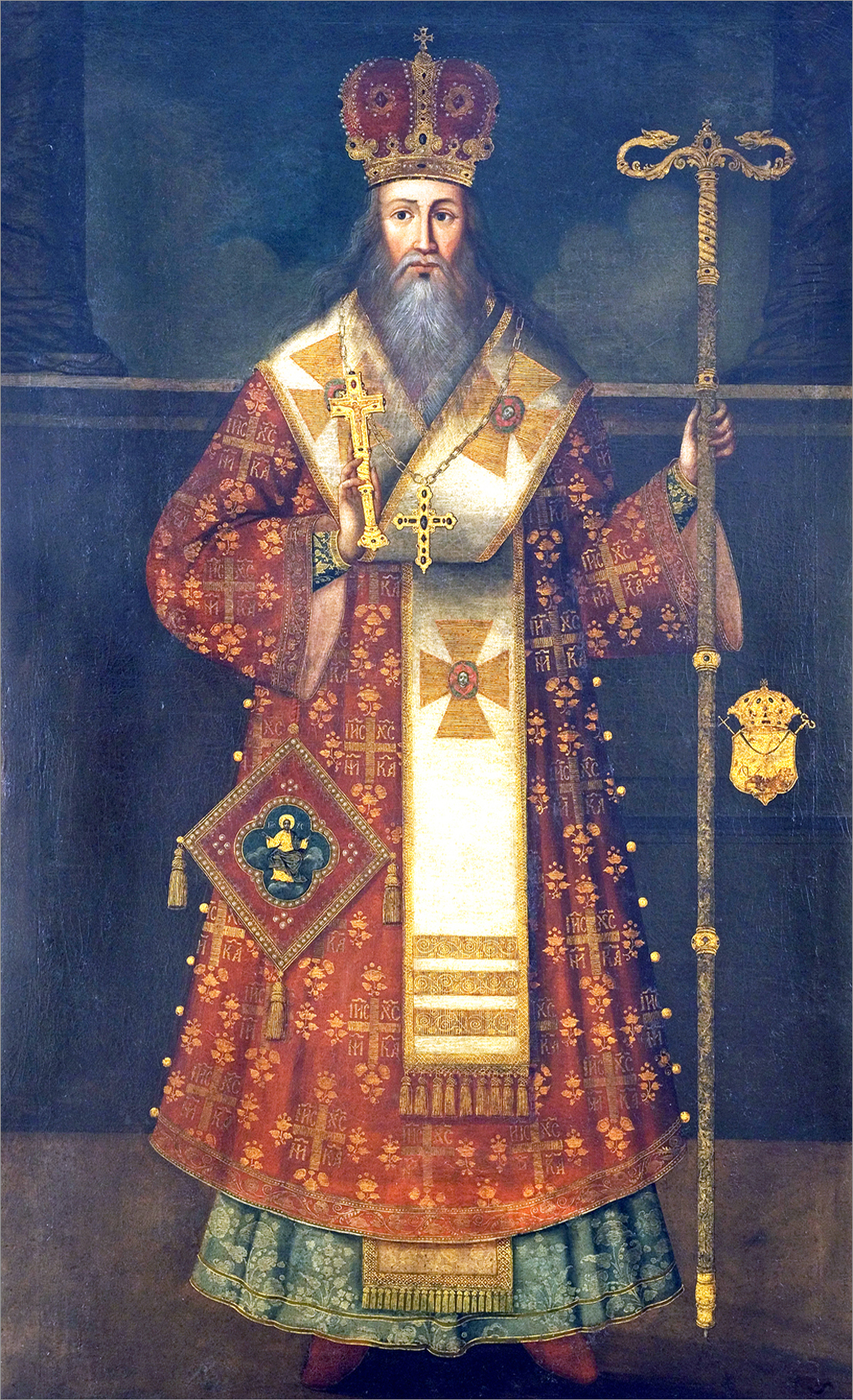
Arsenío III, líder da Grande Migração Sérvia

Após as consequentes revoltas sérvias contra os ocupantes turcos, nas quais a igreja tinha um papel de liderança, os otomanos aboliram o Patriarcado mais uma vez em 1766. Mas a igreja voltou mais uma vez sob a jurisdição do Patriarca Ecumênico de Constantinopla. Este período de governo pelos chamados "Fanariots" foi um período de grande declínio espiritual[carece de fontes?] porque os bispos gregos tinham muito pouco conhecimento dos sérvios.

#### Igreja durante a Monarquia Habsburgo
Durante este período, os cristãos em todos os Bálcãs foram pressionados a se converter ao islamismo para evitar impostos severos impostos pelos turcos em retaliação aos levantes e à resistência contínua. O sucesso da islamização foi limitado a certas áreas, com a maioria da população sérvia mantendo a fé cristã, apesar das consequências negativas. Para evitá-las, vários sérvios migraram para a Monarquia dos Habsburgos, onde sua autonomia havia sido concedida. Em 1708, a metrópole ortodoxa sérvia autônoma de Karlovci foi criada, que mais tarde se tornaria um patriarcado (1848–1920).

#### História moderna

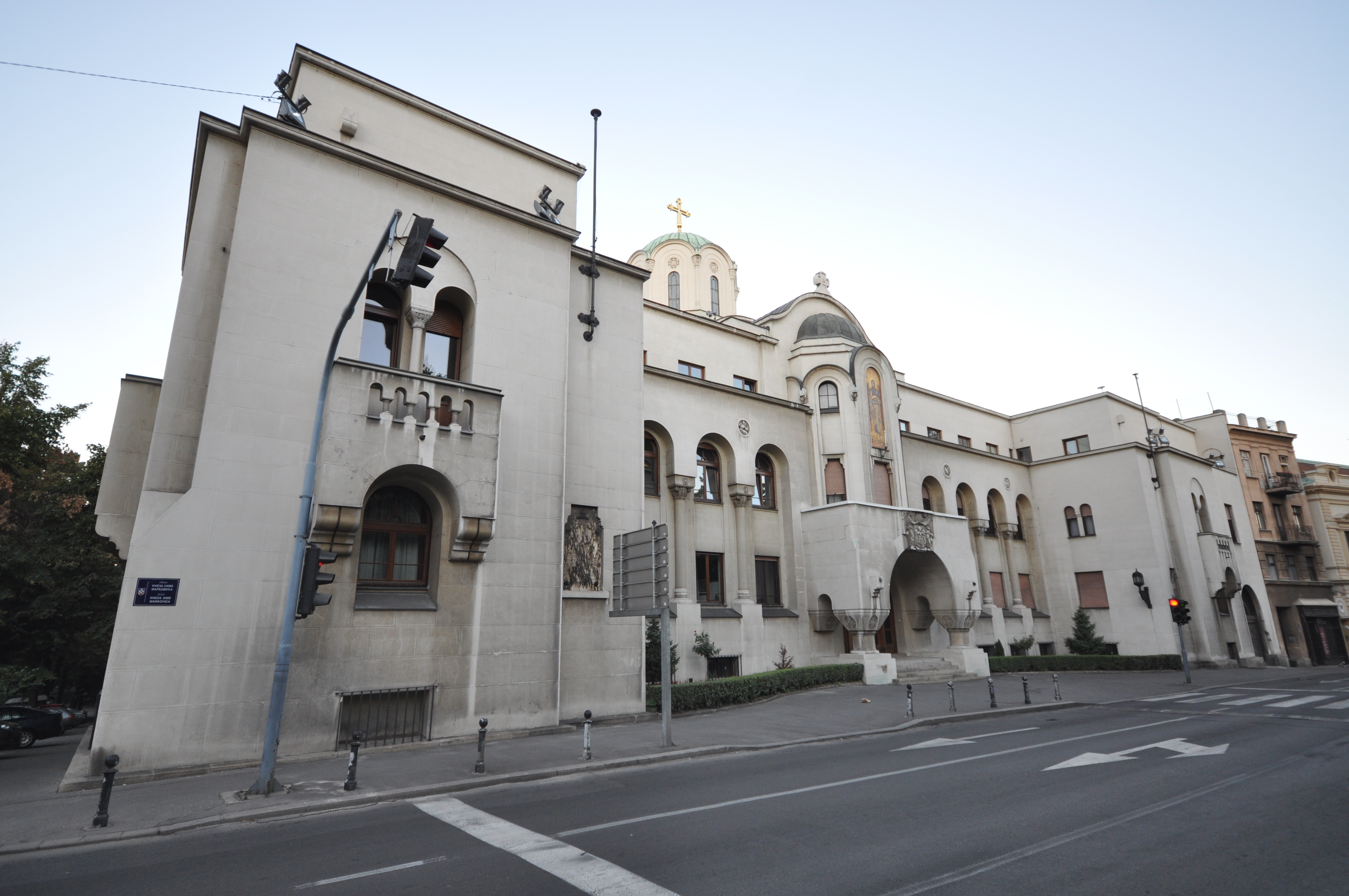
Edifício do Patriarcado, Belgrado

A estreita associação da igreja com a resistência sérvia ao domínio otomano fez com que a Ortodoxia Oriental se tornasse inextricavelmente ligada à identidade nacional sérvia e à nova monarquia sérvia que emergiu de 1815 em diante. A Igreja Ortodoxa Sérvia no Principado da Sérvia ganhou sua autonomia em 1831 e foi organizada como a Metrópole de Belgrado, permanecendo sob a jurisdição eclesiástica suprema do Patriarcado Ecumênico de Constantinopla. Principado da Sérvia ganhou total independência política do Império Otomano em 1878, e logo depois que as negociações foram iniciadas com o Patriarcado Ecumênico, resultando no reconhecimento canônico da independência eclesiástica plena (autocefalia) para a Metrópole de Belgrado em 1879. Ao mesmo tempo, as eparquias ortodoxas sérvias na Bósnia e Herzegovina permaneceram sob a jurisdição eclesiástica suprema do Patriarcado Ecumênico, mas ganharam autonomia interna. Nas eparquias do sul, que permaneceram sob o domínio otomano, os metropolitas sérvios foram nomeados no final do século XIX. Assim, no início do século XX, várias províncias eclesiásticas sérvias distintas existiam, incluindo o Patriarcado de Karlovci na, a Metrópole de Belgrado no Reino da Sérvia e a Metrópole de Montenegro no Principado de Montenegro.
Durante a Primeira Guerra Mundial (1914–1918), a Igreja Ortodoxa da Sérvia sofreu muitas baixas. Após a guerra, todos os sérvios ortodoxos foram unidos sob uma autoridade eclesiástica, e duas igrejas sérvias foram unidas em uma única Igreja Ortodoxa Sérvia em 1920 com a eleição do Patriarca sérvio Dimitrije. Ganhou grande influência política e social no Reino da Iugoslávia entre guerras, durante o qual fez campanha com sucesso contra as intenções do governo iugoslavo de assinar uma concordata com a Santa Sé.
A Igreja Ortodoxa Sérvia unida manteve sob sua jurisdição a Eparquia de Buda na Hungria. Em 1921, a Igreja Ortodoxa Sérvia criou uma nova eparquia para as terras tchecas, chefiada pelo bispo Gorazd Pavlik. Ao mesmo tempo, a Igreja sérvia entre a diáspora foi reorganizada e a eparquia (diocese) para os Estados Unidos e Canadá foi criada. Em 1931, outra diocese foi criada, chamada Eparquia de Mukačevo e Prešov, para os Cristãos Ortodoxos Orientais na Eslováquia e na Rusínia dos Cárpatos.
Durante a Segunda Guerra Mundial, a Igreja Ortodoxa Sérvia sofreu severamente com as perseguições pelas potências ocupantes e pelo regime Ustaše raivosamente antissérvio do Estado Independente da Croácia (NDH), que buscava criar uma "Igreja Ortodoxa Croata" que os Sérvios Ortodoxos foram forçados a Junte-se. Muitos sérvios foram mortos, expulsos ou forçados a se converter ao catolicismo durante o genocídio sérvio; bispos e padres da Igreja Ortodoxa Sérvia foram escolhidos para a perseguição, e muitas igrejas ortodoxas foram danificadas ou destruídas. Dos 577 padres ortodoxos sérvios, monges e outros dignitários religiosos no NDH, entre 214 e 217 foram mortos e 334 foram exilados na Sérvia ocupada pelos alemães. No território da Bósnia e Herzegovina, 71 padres ortodoxos foram mortos pelo Ustaše, 10 pelos Partidários, 5 pelos Alemães e 45 morreram na primeira década após o fim da Segunda Guerra Mundial.
Depois da guerra, a igreja foi suprimida pelo governo comunista de Josip Broz Tito, que a viu com desconfiança devido aos vínculos da igreja com as lideranças do período do Reino da Iugoslávia e do movimento nacionalista Chetnik. Segundo Denis Bećirović, além das diferenças ideológicas da Liga dos Comunistas da Iugoslávia com a Igreja, essa atitude negativa também foi influenciada pelo fato de alguns padres durante a guerra apoiarem o movimento Chetnik, mencionados nos Documentos da Comissão para Assuntos Religiosos onde afirma-se que, entre outras coisas, a maioria dos padres durante a guerra apoiou e cooperou com o movimento de Draža Mihailović, e que a igreja espalhou "propaganda hostil" contra os partidários iugoslavos e nomeou pessoas na administração de instituições religiosas que foram condenadas de colaborar com o ocupante. Junto com outras instituições eclesiásticas de todas as denominações, a igreja estava sujeita a rígidos controles do estado iugoslavo, que proibia o ensino da religião nas escolas, confiscava propriedades da igreja e desencorajava a atividade religiosa entre a população.
Em 1963, a Igreja Sérvia entre a diáspora foi reorganizada e a eparquia dos Estados Unidos e Canadá foi dividida em três eparquias separadas. Ao mesmo tempo, algumas divisões internas surgiram na diáspora sérvia, levando à criação da "Igreja Ortodoxa Sérvia Livre" separada sob o bispo Dionísio. A Divisão foi feita em 1991, e Metropolitado de Nova Gračanica foi criado, dentro da Igreja Ortodoxa Sérvia unida.
O desaparecimento gradual do comunismo iugoslavo e o surgimento de movimentos nacionalistas rivais durante a década de 1980 também levaram a um renascimento religioso marcante em toda a Iugoslávia, principalmente na Sérvia. O patriarca sérvio Paulo apoiou a oposição a Slobodan Milošević na década de 1990.
A Igreja Ortodoxa Macedônia foi criada em 1967, efetivamente como um desdobramento da Igreja Ortodoxa da Sérvia no que era então a República Socialista da Macedônia, como parte do esforço iugoslavo para construir uma identidade nacional macedônia,[carece de fontes?] mas, até o ano de 2022, a Igreja sérvia não reconhecia a independência de sua contraparte macedônia. Campanha por uma Igreja Ortodoxa Montenegrina independente também ganharam terreno nos últimos anos.[carece de fontes?]

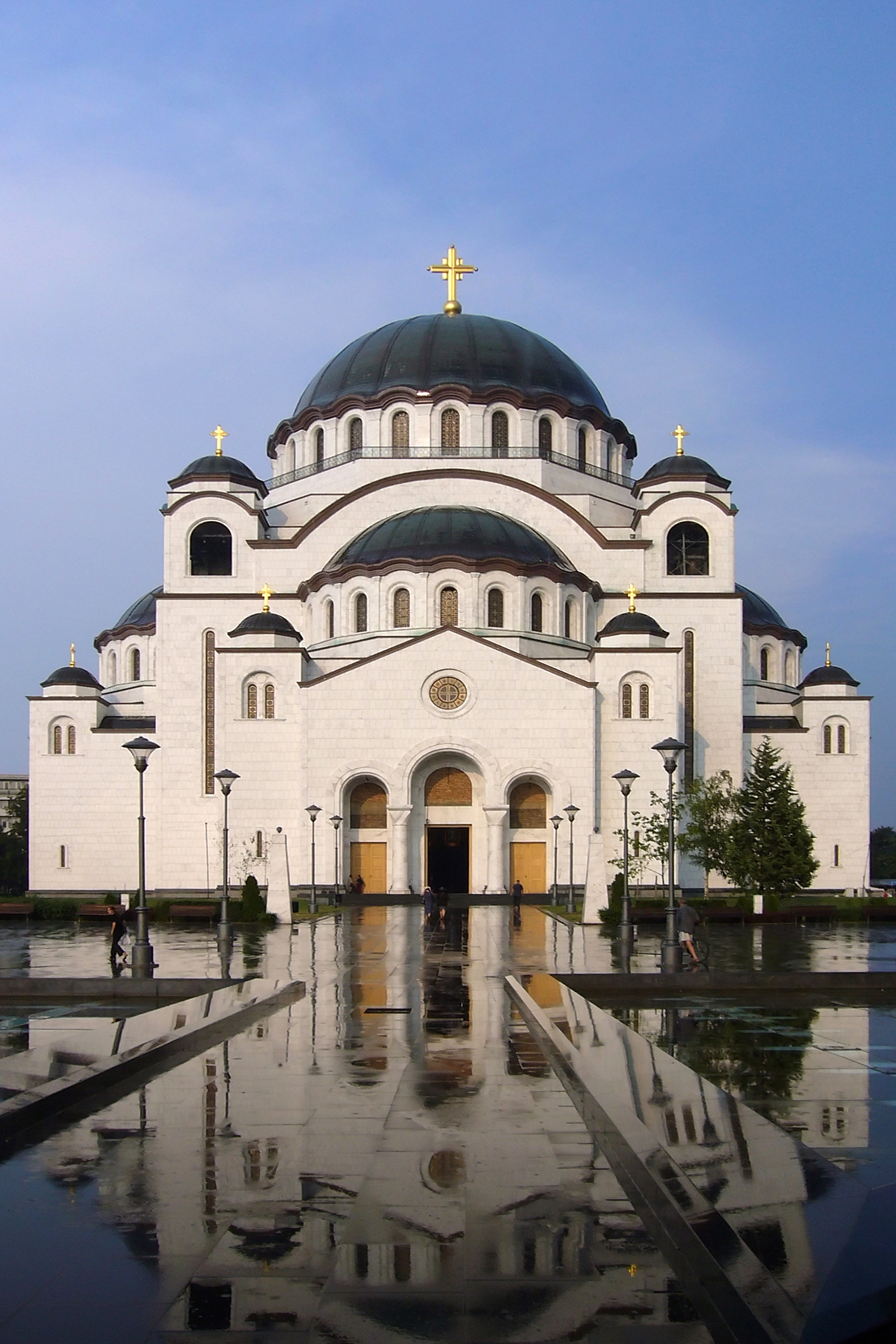
Catedral de São Sava, um dos maiores edifícios ortodoxos do mundo, sendo construída continuamente desde o final da década de 1980 no local onde as relíquias de São Sava foram profanadas pelos otomanos

As guerras iugoslavas impactaram gravemente vários ramos da Igreja Ortodoxa Sérvia. Muitos clérigos da Igreja Ortodoxa Sérvia apoiaram a guerra, enquanto outros eram contra.[carece de fontes?]
Muitas igrejas na Croácia foram danificadas ou destruídas durante a Guerra da Croácia (1991–95). Os bispos e sacerdotes e muitos fiéis das eparquias de Zagreb, de Karlovac, da Eslavônia e da Dalmácia tornaram-se refugiados. Os últimos três foram quase completamente abandonados após o êxodo dos sérvios da Croácia em 1995 (Operação Tempestade). A eparquia da Dalmácia também teve sua sé temporariamente transferida para Knin depois que a República Sérvia de Krajina foi estabelecida. A eparquia da Eslavônia teve sua sé transferida de Pakrac para Daruvar. Após a Operação Tempestade, dois mosteiros foram particularmente danificados, o mosteiro de Krupa construído em 1317 e o mosteiro de Krka construído em 1345.
As eparquias de Bihać e Petrovac, Dabar-Bósnia e Zvornik e Tuzla também foram deslocadas devido à guerra na Bósnia e Herzegovina. A eparquia de Dabar-Bosnia foi temporariamente transferida para Sokolac, e a sé de Zvornik-Tuzla para Bijeljina. Mais de cem objetos de propriedade da Igreja na eparquia Zvornik-Tuzla foram destruídos ou danificados durante a guerra.[carece de fontes?] Muitos mosteiros e igrejas na eparquia Zahumlje também foram destruídos.[carece de fontes?] Numerosos fiéis dessas eparquias também se tornaram refugiados.[carece de fontes?]
Em 1998, a situação havia se estabilizado em ambos os países. O clero e muitos dos fiéis voltaram; a maior parte das propriedades da Igreja Ortodoxa Sérvia foi devolvida ao uso normal e as propriedades danificadas e destruídas foram restauradas. O processo de reconstrução de várias igrejas ainda está em andamento, Notadamente a catedral da Eparquia do Alto Karlovac em Karlovac.[carece de fontes?]
Devido à Guerra do Kosovo, depois de 1999, vários locais sagrados ortodoxos sérvios na província foram deixados ocupados apenas pelo clero. Desde a chegada das tropas da OTAN em junho de 1999, 156 igrejas e mosteiros ortodoxos sérvios foram danificados ou destruídos. No rescaldo dos distúrbios de 2004 no Kosovo, 35 igrejas e mosteiros ortodoxos sérvios foram queimados ou destruídos por albaneses. Milhares de sérvios foram forçados a se mudar de Kosovo devido aos inúmeros ataques de albaneses de Kosovo contra igrejas sérvias e sérvios.[carece de fontes?]
O processo de reorganização da igreja entre a diáspora e reintegração total da Metrópole de Nova Gračanica foi concluído entre 2009 a 2011. Com isso, a unidade estrutural completa das instituições da igreja sérvia na diáspora foi alcançada.

## No Brasil

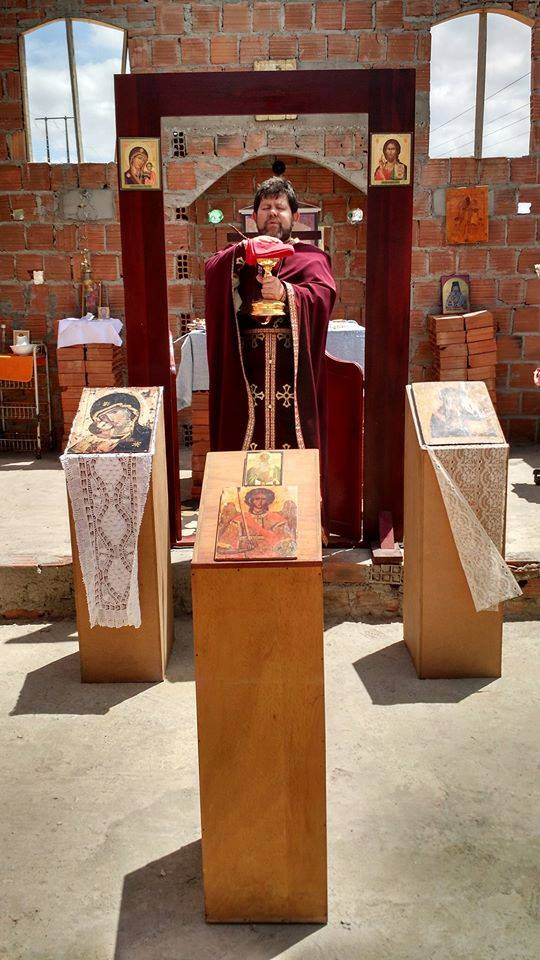
Divina Liturgia celebrada no sítio de construção da Paróquia de São João Crisóstomo, em Caruaru.

A Igreja Ortodoxa Sérvia é representada no Brasil por paróquias em São Paulo, Recife, Camaragibe (onde fica o Mosteiro Ortodoxo da Santíssima Trindade), Caruaru e Belo Jardim, sob jurisdição da Arquidiocese de Buenos Aires, América do Sul e Central, presidida desde 2016 pelo Bispo Kiril Bojovic.

## Estrutura
O chefe da Igreja Ortodoxa Sérvia, o Patriarca, também atua como chefe (Metropolita) da Metrópole de Belgrado e Karlovci. Irineu tornou-se Patriarca em 22 de janeiro de 2010, e foi sucedido por Porfírio. Os Patriarcas da Sérvia são chamados de Sua Santidade, o Arcebispo de Peć, Metropolita de Belgrado e Karlovci, Patriarca Sérvio.
O órgão mais elevado da Igreja é o Conselho dos Bispos (sérvio: Sveti arhijerejski sabor, Свети архијерејски сабор). É composto pelo patriarca, pelos metropolitas, pelos bispos, pelo Arcebispo de Ocrida e pelo Vigário Episcopal. Reúnem-se anualmente na primavera. A Santa Assembleia dos Bispos toma decisões importantes para a Igreja e elege o patriarca.
O órgão executivo da Igreja Ortodoxa Sérvia é composto pelo Santo Sínodo (sérvio: Sveti arhijerejski sinod, Свети архијерејски синод). Ele tem cinco membros: quatro bispos e o patriarca. O Santo Sínodo cuida do funcionamento cotidiano da Igreja, realizando reuniões regularmente.

### Organização territorial

Eparquias da Igreja Ortodoxa da Sérvia na região autóctone dos Balcãs Ocidentais

O território da Igreja Ortodoxa Sérvia é dividido em:
- 1 eparquia patriarcal, chefiada pelo patriarca sérvio;
- 4 eparquias que são metropolitanas honorárias, chefiadas por metropolitas;
- 35 eparquias (dioceses), chefiadas por bispos;
- 1 arcebispado autônomo, chefiado pelo arcebispo, o Arcebispado Autônomo de Ocrida. É subdividida em 1 eparquia chefiada pelo metropolita e 6 eparquias chefiadas por bispos.

As dioceses são divididas em decanatos episcopais, cada uma consistindo em várias congregações da igreja ou paróquias. As congregações da igreja consistem em uma ou mais paróquias. Uma paróquia é a menor unidade da igreja - uma comunhão de fiéis ortodoxos que se congregam na Santa Eucaristia com o pároco à frente.

#### Arcebispado Autônomo de Ocrida

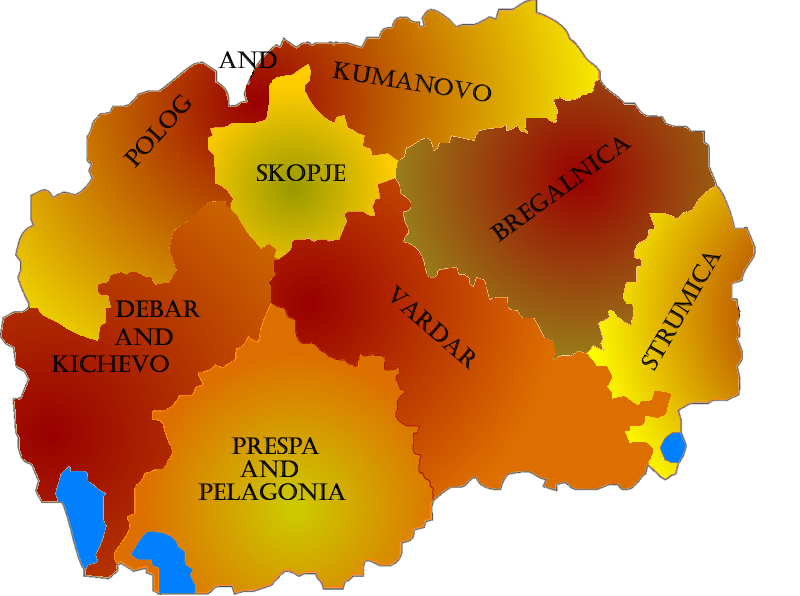
Mapa das sete dioceses do Arcebispado Ortodoxo de Ocrida na Macedônia do Norte.

O Arcebispado Autônomo de Ocrida ou Arquiepiscopado de Ocrida é um arcebispado autônomo na República da Macedônia do Norte sob a jurisdição da Igreja Ortodoxa Sérvia. Foi formada em 2002 em oposição à Igreja Ortodoxa Macedônia, que tinha um relacionamento semelhante com a Igreja Ortodoxa Sérvia antes de 1967, quando se declarou unilateralmente autocéfala. Este arcebispado é dividido em uma metropóle, Skopje, e as seis eparquias de Bregalnica, Debar e Kičevo, Polog e Kumanovo, Prespa e Pelagonija, Strumica e Veles e Povardarje.

## Adoração, liturgia e doutrina
Os serviços da igreja não podem ser conduzidos adequadamente por uma única pessoa, eles devem ter pelo menos uma outra pessoa presente. Normalmente, todos os serviços são realizados diariamente em mosteiros e catedrais, enquanto as igrejas paroquiais só podem fazer os serviços nos fins de semanas e em dias de festas. A Divina Liturgia é a celebração da Eucaristia. A Divina Liturgia não é celebrada nos dias de semana durante o período preparatório da Grande Quaresma. A comunhão é realizada aos domingos.[carece de fontes?]
A Igreja Ortodoxa Sérvia é caracterizada pelo trinitarismo monoteísta, uma crença na Encarnação do Logos (Filho de Deus), um equilíbrio da teologia catafática com a teologia apofática, uma hermenêutica definida pela Tradição Sagrada, uma eclesiologia concreta, uma teologia robusta da pessoa, e uma soteriologia terapêutica.[carece de fontes?]

## Arte

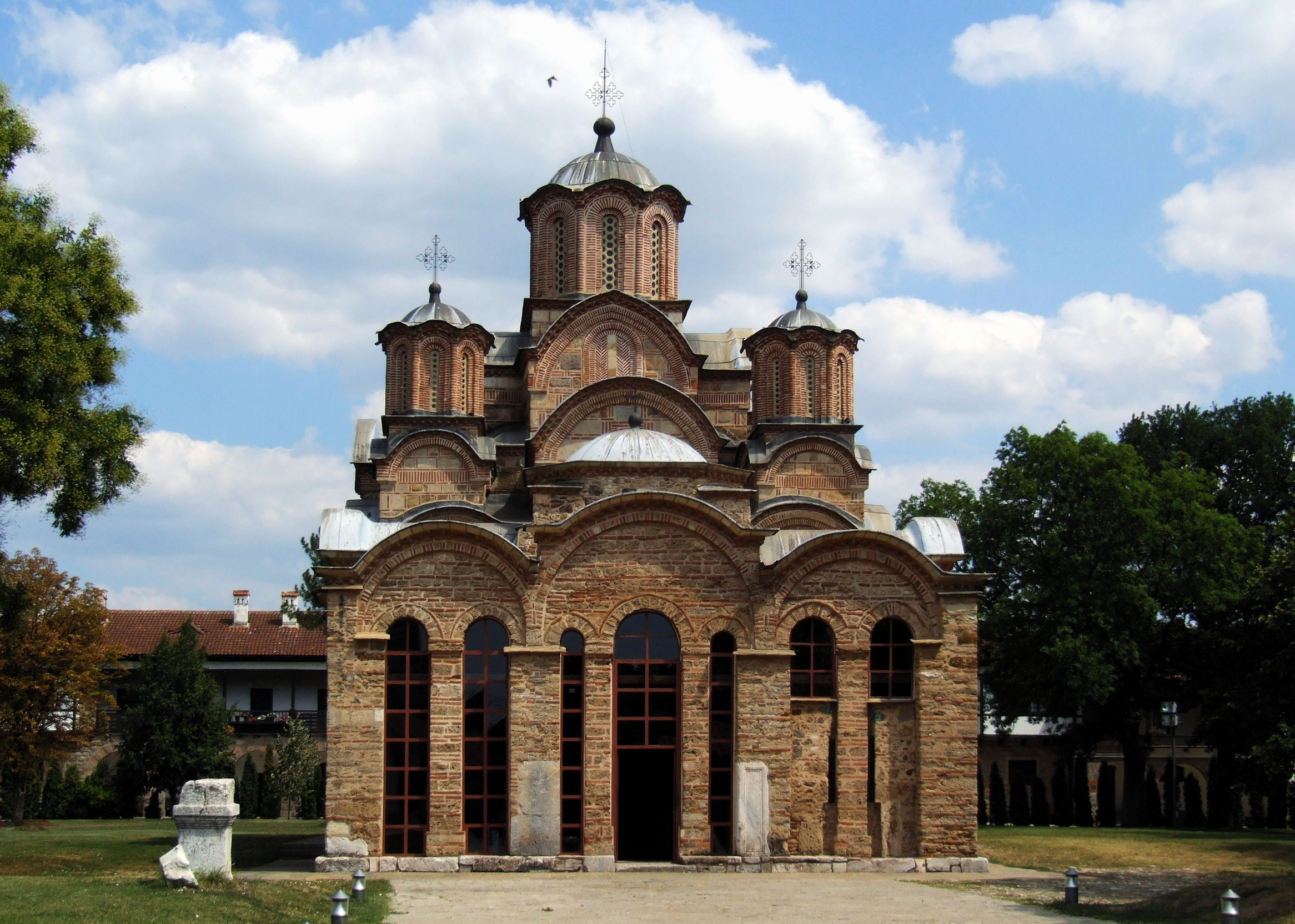
Um exemplo do estilo servo-bizantino no mosteiro Gračanica (Patrimônio Mundial)

### Infraestrutura
As igrejas medievais sérvias foram construídas no estilo bizantino. O estilo Raška refere-se à arquitetura sérvia do século XII ao final do século XIV (Studenica, Hilandar, Žiča). O estilo Vardal, que é o típico, foi desenvolvido no final do século XIII combinando influências bizantinas e sérvias para formar um novo estilo arquitetônico (Gračanica, Mosteiro Patriarcal de Peć). Na época do Império Sérvio, o estado sérvio havia se expandido sobre a Macedônia, Épiro e Tessália até o Mar Egeu, o que resultou em influências mais fortes da tradição da arte bizantina. O estilo Morava refere-se ao período da queda da Sérvia sob o Império Otomano, de 1371 a 1459 (Ravanica, Ljubostinja, Kalenić, Resava).

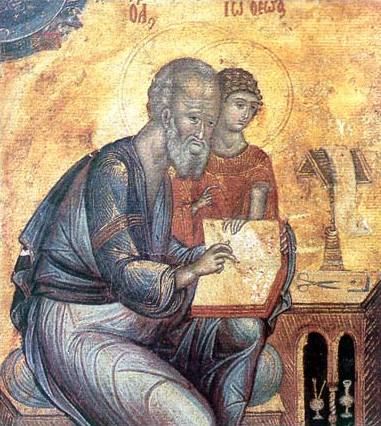
"Um Retrato do Evangelista", uma miniatura do Evangelho de Radoslav (1429)

Durante o século XVII, muitas das igrejas ortodoxas sérvias que foram construídas em Belgrado assumiram todas as características das igrejas barrocas construídas nas regiões ocupadas pelos Habsburgos onde viviam os sérvios. As igrejas geralmente tinham uma torre com sino e um edifício de nave única com a iconóstase dentro da igreja coberta com pinturas de estilo renascentista. Essas igrejas podem ser encontradas em Belgrado e Vojvodina, que foram ocupadas pelo Império Austríaco de 1717 a 1739, e na fronteira com a Áustria (mais tarde Áustria-Hungria) através dos rios Sava e Danúbio a partir de 1804, quando o estado sérvio foi restabelecido.

### Ícones
Os ícones estão repletos de simbolismo com o objetivo de transmitir muito mais significado do que simplesmente a identidade da pessoa retratada, e é por essa razão que a iconografia ortodoxa se tornou uma ciência exata de cópia de ícones mais antigos, em vez de uma oportunidade para expressão artística. As tradições pessoais, idiossincráticas e criativas da arte religiosa da Europa Ocidental estão em grande falta na iconografia ortodoxa antes do século XVII, quando a pintura de ícones russa e sérvia foi influenciada por pinturas religiosas e gravuras da Europa.
Grandes ícones podem ser encontrados adornando as paredes das igrejas e frequentemente cobrem completamente a estrutura interna. Os lares ortodoxos costumam ter ícones pendurados na parede, geralmente juntos em uma parede voltada para o leste e em um local central onde a família pode orar junta.

## Aderentes
Com base nos resultados do censo oficial em países que abrangem a jurisdição canônica territorial da Igreja Ortodoxa Sérvia (região autóctone dos Balcãs Ocidentais), existem mais de 8 milhões de adeptos da igreja. A ortodoxia é a maior fé religiosa na Sérvia com 6 079 296 adeptos (84,5% da população pertencente a ela) de acordo com o censo de 2011, e em Montenegro com cerca de 320 000 (51%). É a segunda maior fé na Bósnia e Herzegovina com 31,2% dos adeptos e na Croácia com 4,4% dos adeptos. Os números das eparquias no exterior (Europa Ocidental, América do Norte e Austrália) são desconhecidos, embora algumas estimativas possam ser alcançadas com base no tamanho da diáspora sérvia, que chega a mais de dois milhões de pessoas.

## Insígnia

Bandeira da Igreja Ortodoxa Sérvia

O tricolor sérvio com uma cruz sérvia é usado como a bandeira oficial da Igreja Ortodoxa Sérvia desde 2010.
Existem várias outras bandeiras variantes não oficiais, algumas com variações da cruz, brasão ou ambos. 